# Åløkkegård
Åløkkegård var en hovedgård, som blev dannet i 1764. Gården lå i Fredens Sogn, Odense Herred, Odense Kommune. Den sidste hovedbygning blev opført i 1920.
Åløkken var en indhegnet mark ved Odense Å. Den nævnes i 1352, hvor odenseborgeren Niels Mikkelsen Marsvin sammen med sin bror solgte den til en slægtning, som også hed Niels Marsvin. Senere ejedes den af Skt. Hans Kloster i Odense. På Åløkken ligger (oplysning fra 1868) Skt. Hans Ladesbygning, opført af egetømmer og dateret 1590; muligvis flyttet dertil fra Norge. Der er fundet adskillige sværd, økser og kiler på Åløkken, formodentlig fra et slag i oldtiden.
Efter enevældens indførelse hørte Åløkkegård under det fynske rytterdistrikts gods, som blev solgt på auktion i november 1764. Odense kommune pålagde sin borgmester Wolrath Holm at købe gården til byen; imidlertid købte han i stedet gården til sig selv. På dette tidspunkt var selve gården på 64 tønder hartkorn, hvortil kom 229 tønder hartkorn bøndergods. Prisen var 35.932 rigsdaler, hvoraf cirka halvdelen skulle blive stående i gården med fire procents afgift.
Holm døde i 1767, hvorefter hans bo i juni 1768 solgte gården til Christoffer Møller, forpagter på Nordborg på Als. Prisen var nu 60.000 rigsdaler. Møllers svigersøn Frans Joakim Leth overtog gården i april 1785 for samme beløb, samt mod at parret afskrev sig al yderligere arv fra Møller. Ved Leths død i 1835 overtog hans anden kone Anne Marie (født Lange) gården.
I oktober 1842 købte konsistorialråd Børge Henrik Knap Åløkkegård for den den gang høje pris af 192.063 rigsdaler. Efter hans død i 1850 og hans enkes i 1854 forvaltede boet gården indtil deres dattersøn H.Ch. Steenbach blev myndig i 1864. På dette tidspunkt blev gården vurderet til 203.800 rigsdaler.
En del af gården blev bygget af Holm i 1765. Stuehuset blev opført i 1788 af Leth, men er senere istandsat af Knap og omkring 1865 ombygget af Steenbach. Pr. 1868 var det et en-etages hus med kælder, kvistlejlighed på midten og rummelige gavlværelser. Nogle udhuse blev bygget af Knap, og Steenbach har opført to nye stalde.
I 1863 blev Næsbyhoved Sø tørlagt og bidrog med 66 tønder land; gården havde på dette tidspunkt 320 tønder land ager og 110 tønder land eng, indtil juni 1868 hvor Kræmmermarken på 110 tønder land blev solgt til Odense Kommune. Bøndergodset blev gradvist frasolgt fra 1845 og frem.
Åløkkegårds tidligere jorder er i dag midt i Odense; banegården er opført på jord fra gården. Byområdet har mange stednavne, som begynder med Åløkke, fx Åløkkekvarteret og Åløkkeskoven. Den nuværende hovedbygning er fra 1920 og anvendes pr. 2012 af Boligforeningen Højstrup til tolv familieboliger.

## Ejere af Åløkkegård
- 1764–1767 Wolrath Holm
- 1768–1785 Christoffer Møller
- 1785–1835 Frans Joakim Leth
- 1835–1842 Anne Marie Leth, født Lange
- 1842–1850 Børge Henrik Knap
- 1850–1854 Christine Sofie Knap, født Prætorius
- 1854–1864 boet efter Knap
- 1864–1898 Henrik Charles Steenbach
- 1898–1948 Henrik Herman Steenbach